# Argiusta-Moriccio
Argiusta-Moriccio é uma comuna francesa na região administrativa de Córsega, no departamento de Córsega do Sul. Estende-se por uma área de 10,3 km². 